# Stefan Bajic
Pour les articles homonymes, voir Bajic.
Stefan Bajic, né le 23 décembre 2001 à Saint-Étienne (Loire) est un footballeur français qui évolue actuellement au poste de gardien de but au RC Strasbourg.

## Biographie

### Enfance et formation
Stefan Bajic est né le 23 décembre 2001 à Saint-Étienne. Il débute le football en catégorie U7 dans le club de sa ville natale, l'AS Saint-Étienne, et il y sera formé.
Il est titulaire d'un baccalauréat scientifique obtenu en 2019.

### Carrière en club

#### AS Saint-Étienne
Le 2 mai 2018, Stefan Bajic, alors âgé de 16 ans, signe son premier contrat professionnel avec son club formateur de l'AS Saint-Étienne, pour une durée de trois ans,. À sa signature, Jérémie Janot, l'ancien portier des Verts, lui adresse de nombreuses louanges,. Il fait ses débuts professionnels avec Saint-Étienne lors d'une défaite 1-0 en Ligue 1 face au FC Metz le 25 septembre 2019. Il devient alors le plus jeune gardien de l'histoire des Verts à être titulaire dans une rencontre de Ligue 1.
Stefan Bajic fait également partie de l'équipe qui remporte la Coupe Gambardella 2018-2019 (la quatrième de l'histoire de l'AS Saint-Étienne) aux dépens du Toulouse FC (2-0) le 27 avril 2019 au Stade de France,.
Lors de la saison 2019-2020, après avoir prolongé son contrat d'un an (jusqu'en 2022), l'AS Saint-Étienne atteint la finale de la Coupe de France (défaite 1-0 face au Paris-Saint Germain). Stefan Bajic est présent sur la feuille de match, mais n'entre pas en jeu ; Jessy Moulin étant titulaire au poste de gardien.
Pour la saison 2020-2021, l'entraîneur stéphanois Claude Puel indique de Stefan Bajic sera no 3 dans la hiérarchie des gardiens (derrière Jessy Moulin et Stéphane Ruffier). Après le départ de ce dernier, Stefan Bajic devient no 2, toujours derrière Jessy Moulin et devant Étienne Green. Néanmoins en avril 2021, à la suite de la blessure des deux premiers gardiens, Puel décide de titulariser Étienne Green, et annonce le mois suivant, qu'il sera numéro 1 malgré le retour de blessure de Stefan Bajic,. Durant la saison, il dispute une rencontre de Coupe de France en 32e de finale face au FC Sochaux-Montbéliard  en février (défaite 1-0 au stade Auguste-Bonal),, puis le mois suivant, un match de Ligue 1 face à l'AS Monaco (défaite 4-0 au stade Geoffroy-Guichard).

### Pau FC
Au mercato d'hiver 2021-2022, Bajic, alors gardien remplaçant à Saint-Étienne, s'engage avec le Pau FC, afin de gagner du temps de jeu en Ligue 2. En effet, le gardien titulaire des béarnais, Alexandre Olliero, voit sa saison terminée par une grave blessure à la cheville.
En Béarn, Bajic s'impose rapidement et devient l'un des gardiens les plus en vue de Ligue 2.

### RC Strasbourg (2025-2026)
Le 16 août 2025, libre de tout contrat, Bajic s’engage au RC Strasbourg pour une saison, soit jusqu’en 2026.

### Carrière internationale
Né en France, Bajic est d'origine serbe. Il passe par différentes catégories jeunes de l'équipe de France et représente notamment l'équipe de France des moins de 19 ans au Championnat d'Europe U19, qui s'est joué en 2019 en Arménie. La France échoue en demi-finales aux tirs au but (3-4) contre l'Espagne, les deux équipes n'ayant su se départager ni dans le temps réglementaire ni après prolongation (0-0) au stade Stade Républicain Vazgen-Sargsian, à Erevan.
En juin 2021, il est sélectionné par Sylvain Ripoll pour participer aux Jeux olympiques d'été de 2020 à Tokyo, avec l'équipe de France olympique,.
Le 28 mars 2022, à l'occasion d'un match amical face à l'Irlande du Nord espoirs, il est titulaire et honore sa première sélection avec l'Équipe de France espoirs en réalisant un clean-sheet (victoire 5-0).

## Statistiques
| Saison                | Club                   | Championnat           | Championnat | Championnat | Coupe(s) nationale(s) | Coupe(s) nationale(s) | Compétition(s) continentale(s) | Compétition(s) continentale(s) | Compétition(s) continentale(s) | Total | Total |
| Saison                | Club                   | Division              | M.          | B.          | M.                    | B.                    | Comp.                          | M.                             | B.                             | M.    | B.    |
| 2019-2020             | AS Saint-Étienne       | Ligue 1               | 1           | 0           | -                     | -                     | -                              | -                              | -                              | 1     | 0     |
| 2020-2021             | AS Saint-Étienne       | Ligue 1               | 1           | 0           | 1                     | 0                     | -                              | -                              | -                              | 2     | 0     |
| 2021-2022             | AS Saint-Étienne       | Ligue 1               | 7           | 0           | 2                     | 0                     | -                              | -                              | -                              | 9     | 0     |
| Sous-total            | Sous-total             | Sous-total            | 9           | 0           | 3                     | 0                     | -                              | -                              | -                              | 12    | 0     |
| 2021-2022             | Pau FC                 | Ligue 2               | 15          | 0           | -                     | -                     | -                              | -                              | -                              | 15    | 0     |
| 2022-2023             | Bristol City           | Championship          | -           | -           | 1                     | 0                     | -                              | -                              | -                              | 1     | 0     |
| 2023-2024             | Bristol City           | Championship          | -           | -           | -                     | -                     | -                              | -                              | -                              | 0     | 0     |
| 2024-2025             | Bristol City           | Championship          | -           | -           | 1                     | 0                     | -                              | -                              | -                              | 1     | 0     |
| Sous-total            | Sous-total             | Sous-total            | -           | -           | 2                     | 0                     | -                              | -                              | -                              | 2     | 0     |
| 2022-2023             | Valenciennes FC (prêt) | Ligue 2               | 11          | 0           | -                     | -                     | -                              | -                              | -                              | 11    | 0     |
| Total sur la carrière | Total sur la carrière  | Total sur la carrière | 35          | 0           | 5                     | 0                     | -                              | -                              | -                              | 40    | 0     |

## Palmarès
- AS Saint-Étienne
  - Vainqueur de la Coupe Gambardella en 2019
  - Finaliste de la Coupe de France en 2020